# Nationalkomitee
Als Nationalkomitee wird die für einen Staat zuständige Vertretung in einer internationalen Organisation bezeichnet. Nationalkomitees gibt es für die verschiedensten Bereiche – von politischen und gesellschaftsrelevanten Themenkreisen bis zu Wissenschaft, Denkmalschutz und Kunst.

## Politik: von Revolutionskomitees bis zur UNESCO
Politische Nationalkomitees waren vor allem für die Russische Revolution von Bedeutung, aber auch Komitees und Arbeiterräte bei anderen Umwälzungen seit 1848. Im Ungarischen Volksaufstand 1956 übernahmen Nationalkomitees die Verwaltung mehrerer Provinzen. Im Ersten Weltkrieg entstanden in Europa einige Nationalkomitees in Vorbereitung von Exilregierungen, etwa für die Tschechoslowakei, Georgien und die Türkei. Im Zweiten Weltkrieg wurde 1943 in Moskau das „Nationalkomitee Freies Deutschland“ gegründet.
Zahlreiche politisch tätige Nationalkomitees gibt es heute für Agenden der UNO und der UNESCO, in Deutschland etwa für das UNESCO-Programm „Mensch und Biosphäre“ (MAB), das Internationale Hydrologische Programm bzw. das Geowissenschaftliche Programm der UNESCO und für „Memory of the World“.

## Wissenschaftliche Nationalkomitees
Als Beispiel aus dem wissenschaftlichen Bereich sei die Fächergruppe der Geowissenschaften angeführt, wo es eine fast durchgängige Gliederung in Nationalkomitees betreffend die Internationale Union für Geodäsie und Geophysik gibt. In den deutschsprachigen Staaten sind es
- das deutsche Nationalkomitee für Geodäsie und Geophysik
- das Deutsche Nationale Komitee (DNK) in den Normungsorganisationen IEC, CENELEC und ETSI; koordiniert von der Deutschen Kommission Elektrotechnik Elektronik Informationstechnik (DKE)[2]
- das frühere Nationalkomitee für Geodäsie und Geophysik der DDR (NKGG)
- Österreichisches Nationalkomitee (ÖNK) zur Internationalen Union für Geodäsie und Geophysik
- Schweizerisches Komitee der Internationalen Union für Geodäsie und Geophysik